# Geisingen
Geisingen ist eine Stadt im Landkreis Tuttlingen in Baden-Württemberg. Sie liegt am Westrand des Kreisgebietes und ist nach Einwohnern die sechst-, nach Fläche die drittgrößte Gemeinde des Landkreises.

## Geographie

### Geographische Lage
Geisingen liegt im Südwesten des Landkreises Tuttlingen an der Donau in 663 bis 911,8 m ü. NHN, am südöstlichen Rand der Baar. Die breite Hochebene der mittleren Baar verengt sich zwischen dem Wartenberg, dem nördlichsten Kegel des Hegauvulkanismus und des ihm gegenüberliegenden Höhenrückens, der „Länge“, zu einem schmalen Tal, das die Donau Richtung Osten weiterführt.

### Nachbargemeinden
Die Stadt grenzt im Norden an die Stadt Bad Dürrheim im Schwarzwald-Baar-Kreis, im Osten an Immendingen, im Süden an Engen und Tengen im Landkreis Konstanz sowie Blumberg im Schwarzwald-Baar-Kreis und im Westen an die Städte Donaueschingen und Hüfingen, beide im Schwarzwald-Baar-Kreis.

### Stadtgliederung
Die Stadt Geisingen besteht aus den fünf Stadtteilen Geisingen, Geisingen / Aulfingen, Geisingen / Gutmadingen, Geisingen / Kirchen-Hausen und Geisingen / Leipferdingen. Die offizielle Benennung der Stadtteile erfolgt durch vorangestellten Namen der Stadt und durch Beistrich getrennt nachgestellt der Name des jeweiligen Stadtteils. Die räumlichen Grenzen der Stadtteile sind jeweils identisch mit den früher selbstständigen Gemeinden.
Zu den Stadtteilen Geisingen / Aulfingen und Geisingen / Gutmadingen gehören jeweils nur die gleichnamigen Dörfer. Zum Stadtteil Geisingen die Stadt Geisingen, der Weiler Drei Lärchen, Schloss und Gehöft Wartenberg und die Höfe Espenhöfe und Mühle. Zum Stadtteil Geisingen / Kirchen-Hausen gehören die Gemeindeteile Kirchen und Hausen und das Gehöft Immensitz (Neuhaus). Zum Stadtteil Geisingen / Leipferdingen gehören das Dorf Leipferdingen und die Häuser Bahnstation Leipferdingen.

Im Stadtgebiet liegen die abgegangenen Ortschaften Hagstetten, Längeschloß und Neubrunnen (alle Stadtteil Geisingen / Aulfingen), Bodelshausen, Ebenhausen oder Sebenhausen, von dem Teile der Gemarkung in Unterbaldingen (Bad Dürrheim) aufgegangen sind, Engelbreiten, Gereuthof und Weiler (alle Stadtteil Geisingen), Neu-Sunthausen und Eselsmühle (beide im Stadtteil Geisingen / Kirchen-Hausen) und Neufra im Stadtteil Geisingen-Leipferdingen.
| Wappen         | Ortsteil              | Einwohner (Stand: 31. Mai 2024) | Fläche  |
| -------------- | --------------------- | ------------------------------- | ------- |
| Geisingen      | Geisingen (Kernstadt) | 3058                            | 2163 ha |
| Aulfingen      | Aulfingen             | 0557                            | 1204 ha |
| Gutmadingen    | Gutmadingen           | 0778                            | 1164 ha |
| Kirchen-Hausen | Kirchen-Hausen        | 1037                            | 1504 ha |
| Leipferdingen  | Leipferdingen         | 0815                            | 1339 ha |
| Wartenberg     | Wartenberg            |                                 |         |

### Schutzgebiete
In Geisingen liegen die Naturschutzgebiete Unterhölzer Wald und Albtrauf Baar sowie die Landschaftsschutzgebiete Wartenberg und Pfaffental.
Darüber hinaus hat die Stadt Anteil an den vier FFH-Gebieten Hegaualb, Südliche Baaralb, Nördliche Baaralb und Donau bei Immendingen und Baar, Eschach und Südostschwarzwald. Der nördliche Teil der Stadtflächegehört zum Vogelschutzgebiet Baar. Geisingen liegt zudem im Naturpark Obere Donau.

## Geschichte

### Bis zum 19. Jahrhundert
Die alemannische Siedlung wurde erstmals im Jahre 764 in einer Schenkungsurkunde des Klosters St. Gallen erwähnt. 829 wurde der Ort als öffentlicher Gerichtsplatz nachgewiesen. 1329 erfolgte die erste urkundliche Erwähnung als Stadt, als Geisingen in den Besitz der Grafen von Fürstenberg übergegangen war.
Bei einer verheerenden Brandkatastrophe wurde Geisingen 1487 weitgehend zerstört. Der Sage nach trugen die Geisinger in ihrer Verzweiflung die Figur der Heiligen Agatha aus der Kirche und stellten sie in die Hauptstraße. Daraufhin erlosch das Feuer.
Ab 1500 lag die Stadt im Schwäbischen Reichskreis. Im 16. Jahrhundert wurde Geisingen für drei Jahrzehnte Regierungssitz der Fürsten von Fürstenberg. In dieser Epoche zwischen Bauernkrieg und Dreißigjährigem Krieg stand die Stadt in höchster Blüte. Zahlreiche Handwerker hatten sich niedergelassen. Gegen Ende des 16. Jahrhunderts erhielt Geisingen das Recht, zweimal im Jahr Markt abhalten zu dürfen, um 1580 ist auch ein Kaufhaus belegt.
Nach dem Dreißigjährigen Krieg, in dessen Verlauf Geisingen 1632 von den Schweden erobert wurde, begann der Abstieg der Stadt. 1806 wurde die Stadt ins Großherzogtum Baden eingegliedert.

### 20. Jahrhundert
Trotz einer zaghaften Industrialisierung verlor Geisingen 1921 seine Stadtrechte, als eine neue badische Gemeindeordnung in Kraft trat. Erst 1956 wurde Geisingen durch das neugebildete Land Baden-Württemberg berechtigt, die frühere Bezeichnung „Stadt“ wieder anzunehmen. Damit wurde auch einer starken wirtschaftlichen, kulturellen und städtebaulichen Aufwärtsentwicklung, die Geisingen nach dem Zweiten Weltkrieg erlebte, Rechnung getragen.

### Eingemeindungen
Am 1. April 1972 wurden die damals selbständigen Gemeinden Gutmadingen und Kirchen-Hausen (so seit dem 14. November 1961, vorher Kirchen und Hausen) und am 1. Januar 1974 die Gemeinden Aulfingen und Leipferdingen eingemeindet. Alle Stadtteile gehörten bis zu dessen Auflösung durch die Kreisreform am 31. Dezember 1972 dem Landkreis Donaueschingen an.

## Politik

### Gemeinderat
Der Gemeinderat besteht aus den gewählten ehrenamtlichen Gemeinderäten und dem Bürgermeister als Vorsitzendem. Der Bürgermeister ist im Gemeinderat stimmberechtigt. In Geisingen wird der Gemeinderat nach dem Verfahren der unechten Teilortswahl gewählt. Dabei kann sich die Zahl der Gemeinderäte durch Überhangmandate verändern. Die Kommunalwahl am 9. Juni 2024 führte zu folgendem amtlichen Endergebnis (mit Vergleichszahlen voriger Wahlen): 
| Partei / Liste                 | Stimmenanteil | Sitze  |                 | 0Ergebnis 20190 | 0Ergebnis 20140 | 0Ergebnis 20090 |
| CDU                            | 35,2 %        | 7      | 28,7 %, 6 Sitze | 35,9 %, 7 Sitze | 32,3 %, 7 Sitze |                 |
| FW/FDP                         | 27,6 %        | 6      | 34,8 %, 7 Sitze | 29,4 %, 6 Sitze | 34,0 %, 8 Sitze |                 |
| Aktive Bürger                  | 20,2 %        | 4      | 19,3 %, 4 Sitze | 13,3 %, 2 Sitze | 11,4 %, 2 Sitze |                 |
| Freie Unabhängige Bürger (FUB) | 17,0 %        | 3      | –               | –               | –               |                 |
| Wahlbeteiligung                | 60,4 %        | 60,4 % | 57,7 %          | 51,7 %          | 52,3 %          |                 |

Die Stadtteile bilden Wohnbezirke im Sinne der baden-württembergischen Gemeindeordnung und mit Ausnahme des Stadtteils Geisingen kommunalrechtliche Ortschaften mit jeweils eigenem Ortschaftsrat und Ortsvorsteher als dessen Vorsitzender.

### Bürgermeister
Bürgermeister der Stadt Geisingen war von 1971 bis 2003 Hans Sorg (1946–2005). Von 2003 bis 31. August 2019 war Walter Hengstler (CDU, * 1964), der zuvor Stadtkämmerer in Donaueschingen war, Bürgermeister von Geisingen. Walter Hengstler zog seine Kandidatur für eine dritte Amtsperiode wieder zurück. Martin Numberger (CDU) wurde am 30. Juni 2019 zum neuen Bürgermeister der Stadt gewählt.

### Wappen
| | Blasonierung: „In gespaltenem Schild vorn in Silber ein roter Löwe, hinten in Gold ein blaubewehrter, blaubezungter roter Adler.“ |
| Wappenbegründung: Das älteste Siegel der Stadt Geisingen hängt an einer Urkunde vom Jahr 1324 und zeigt in zwei Schilden den wartenbergischen Löwen und das Wappen der Grafen von Fürstenberg. Es wurde kurz nach dem Übergang Geisingens aus der Hand der Herren von Wartenberg, die die Stadt in der zweiten Hälfte des 13. Jahrhunderts gegründet hatten, an Fürstenberg (1318) geschaffen. In späteren Siegeln ist der Löwe im vorderen Schild gemäß der heraldischen Courtoisie nach innen gewendet. In den Siegeln des 19. Jahrhunderts erscheint zunächst allein ein linksgewendeter Löwe ohne Schild, später sind beide Figuren in einem gespaltenen Schild vereinigt, wobei jetzt das fürstenbergische Wolkenfeh weggelassen wird. 1903 wurden die Farben für das nach dem Vorbild der Siegel geschaffene Wappen festgelegt. Über drei der vier zwischen 1972 und 1974 in die Stadt eingemeindeten Orte übten ebenfalls die Wartenberger und Fürstenberger zeitweise die Herrschaft aus. | |

### Städtepartnerschaft
- Gyöngyöstarján, Ungarn, seit 2003[9]

## Kultur und Sehenswürdigkeiten
Die Kommune ist dem Tourismusverband „Donaubergland“ angeschlossen.
Im Süden reicht die Gemarkung bis zu dem Höhenrücken, der das Donautal vom Bodenseebecken trennt. Auf diesem verläuft die Europäische Wasserscheide, auf mehreren Kilometern auch der Alte Postweg, ein historischer Verkehrsweg von überregionaler Bedeutung.
Die Altstadt ist als Rechteck zu beiden Seiten der Hauptstraße noch gut zu erkennen, mit zahlreichen Häusern, die auf das 16. und 17. Jahrhundert zurückgehen.

### Bauwerke
Auf Geisinger Gemarkungen finden sich zahlreiche Zeugnisse aus der Zeit des Mittelalters und aus der Vorgeschichte. Zu diesen zählen die Burg Wartenberg, einer Burgruine auf dem Wartenberg, die Obere Burg Wartenberg (Alt-Wartenberg), die Ehrenburg, die Abschnittsbefestigung Hörnekapf, die Burg Neu-Sunthausen, die Abschnittsbefestigung Schanze, die Abschnittsbefestigung Schänzle und die ehemalige Wallburg Heidenburg.

### Sport
Am Ortsrand von Geisingen wurde vom 16. bis 18. April 2010 Deutschlands erste und weltweit vierte überdachte Inline-Arena eröffnet. Der ovale Bau hat eine 200 Meter lange Rundbahn, ein 3000 Quadratmeter großes Infield mit Vesmaco-Kunstharz und einen 480 Meter langen Straßenkurs, der um einen Weiher führt. Die Arena wurde nach internationalen Normen gebaut und nicht nur für den Trainings- und Breitensport konzipiert. Sie bietet mit 3000 Tribünenplätzen, einer fest eingebauten Zeitmessanlage und einer 14 Quadratmeter großen Videoleinwand alle Voraussetzung für Wettkämpfe, Turniere, Weltcuprennen und Weltmeisterschaften.

### Regelmäßige Veranstaltungen
Fasnet:

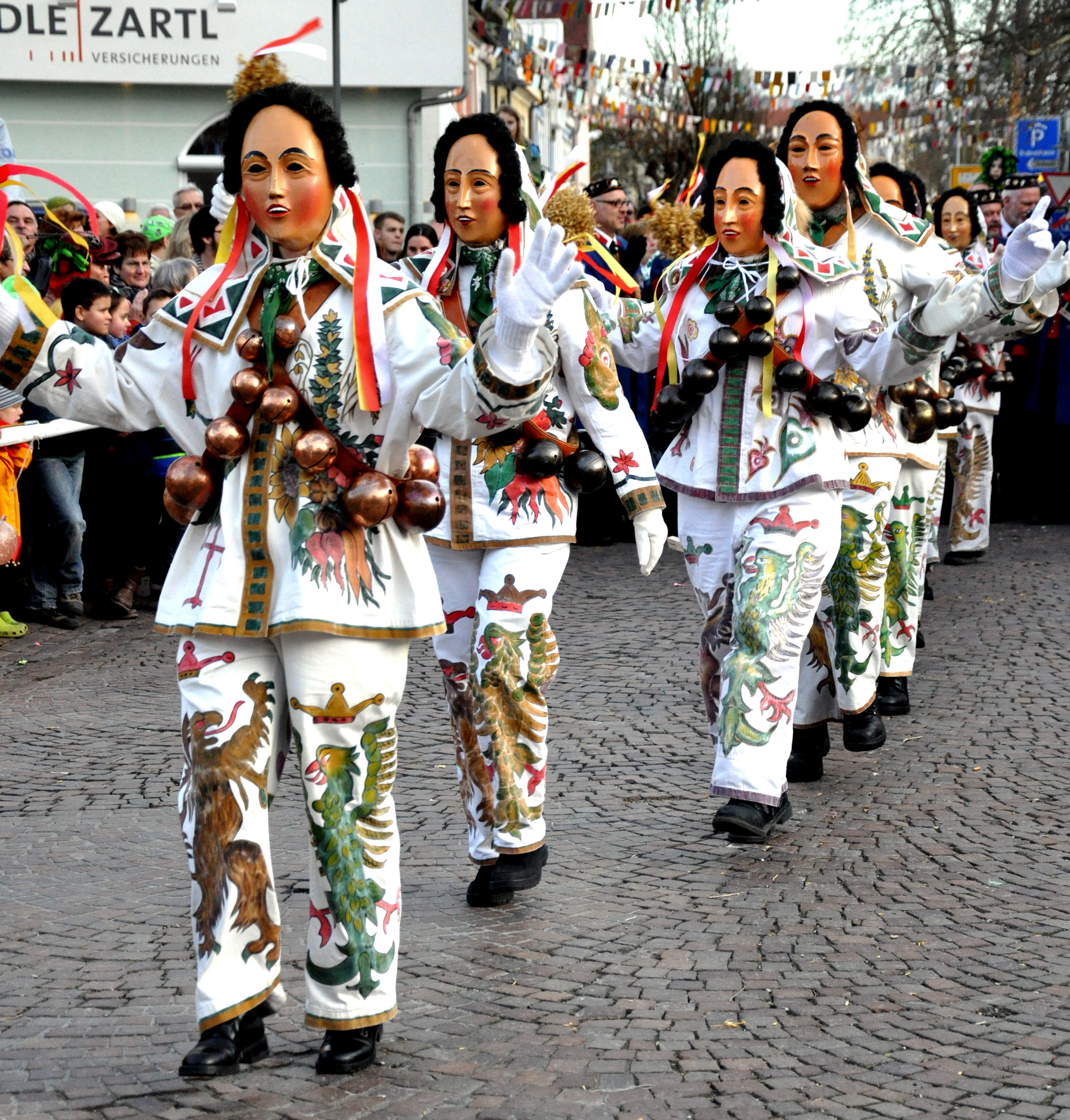
Geisinger Hansele

Geisingen und die Stadtteile sind eine Hochburg der schwäbisch-alemannischen Fastnacht auf der Baar. Treibende Kraft der Geisinger Fasnet ist die Narrenzunft „Grünwinkel“ 1858 e. V. mit ihren Narrenfiguren Hansele (ein Weißnarr) und Gretele sowie den Geisinger Hexen. Die Narrenzunft ist Mitglied der Vereinigung Schwäbisch-Alemannischer Narrenzünfte (VSAN). Auch alle Stadtteile haben Traditionsfiguren und sind Mitglieder in der Schwarzwälder Narrenvereinigung (Gutmadingen), sowie in der Narrenvereinigung Hegau-Bodensee (Aulfingen, Leipferdingen und Kirchen-Hausen). Die Traditionelle Fasnacht (Fastnacht oder Fasnet) vom Schmotzigen Donnerstag bis Fasnacht Dienstag wird in allen Stadtteilen und der Kernstadt mit verschiedenen Umzügen und Abendveranstaltungen gefeiert.
Weitere Veranstaltungen
- Arena Geisingen Halbmarathon
- Aulfingen: Pfarrbuckfest
- Geisingen: Straßenfest in der Hauptstraße
- Gutmadingen: Dorffest, Dorfhock
- Kirchen-Hausen: Dorffest, Herbstkonzert, Sportfest, Reitturnier
- Leipferdingen: Brunnenfest des Musikvereins, Grümpelturnier des SV Leipferdingen, Sichelhenke des Männergesangvereins, Guggenrock der Guggenmusik

## Wirtschaft und Infrastruktur

### Verkehr

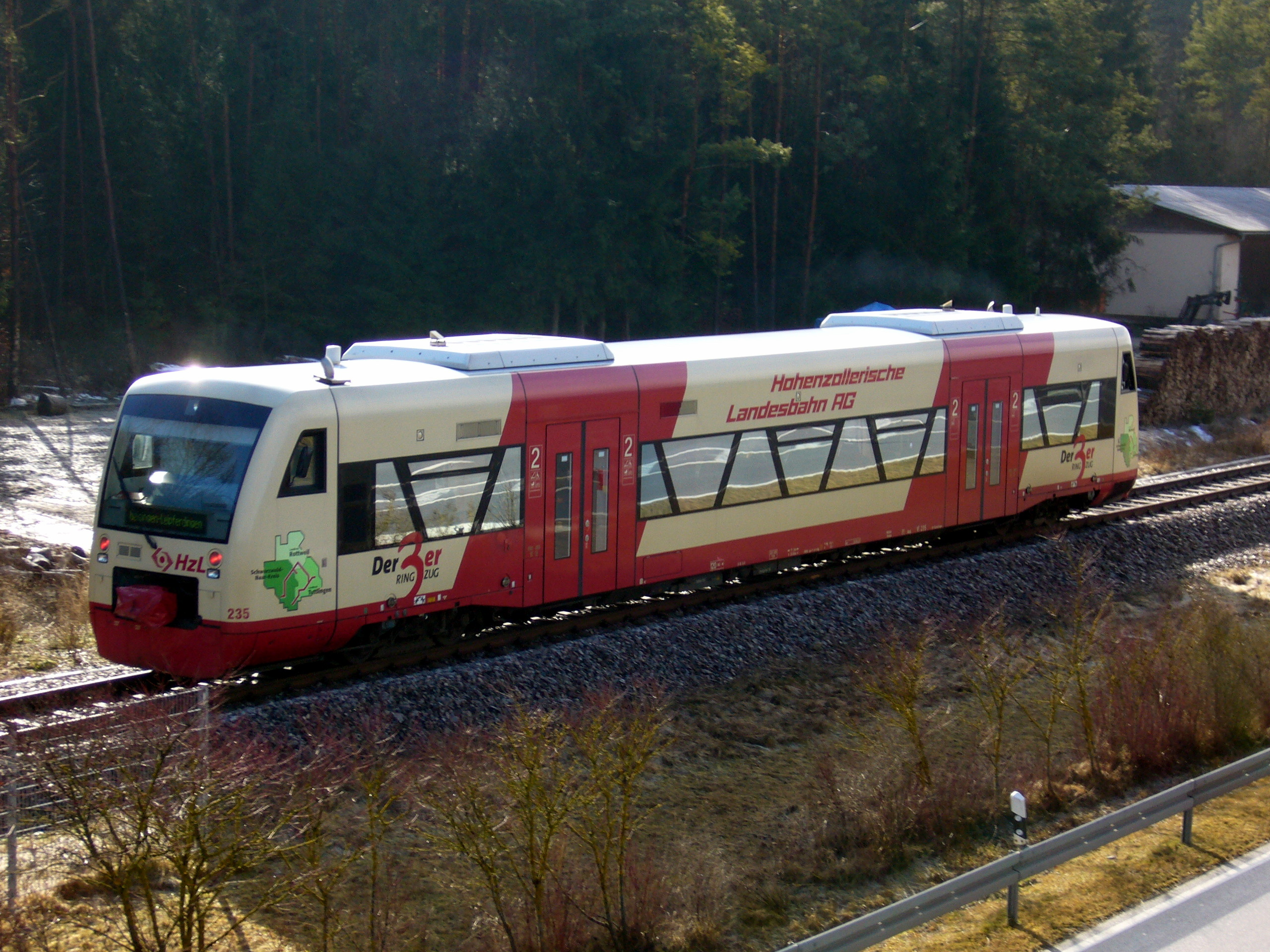
Ringzug auf der Wutachtalbahn beim Haltepunkt Geisingen-Kirchen

#### Bahnverkehr
Geisingen liegt an zwei Bahnlinien: Die Kernstadt liegt an der Schwarzwaldbahn von Offenburg nach Singen (Hohentwiel). Geisingen wird stündlich (mit Taktlücken) von der Linie RE 55 Ulm Hbf - Donaueschingen (-Villingen) bedient. Die Züge der Linie RE 2 halten nur vereinzelt in Tagesrandlagen in Geisingen.
Darüber hinaus werden außer Geisingen und Gutmadingen alle Stadtteile durch das Ringzug-System erschlossen. Die Stadtteile Kirchen-Hausen, Aulfingen und Leipferdingen liegen an der Wutachtalbahn von Immendingen nach Waldshut, die 2004 im Abschnitt Immendingen–Blumberg wieder für den Personenverkehr reaktiviert wurde. Neben dem Bahnhof Geisingen besitzt die Stadt so vier weitere Haltepunkte. Dies sind Geisingen-Hausen, Geisingen-Kirchen, Geisingen-Aulfingen und Geisingen-Leipferdingen. Werktags verkehren so normalerweise im Stunden-Takt Ringzüge der HZL von Leipferdingen über Immendingen, Tuttlingen nach Rottweil. Am Wochenende wird ein Zwei-Stunden-Takt ab Blumberg gefahren. Am Haltepunkt Geisingen-Hausen herrscht Bus-Anschluss zur Kernstadt, so dass auch die Kernstadt vom Ringzug-System profitiert.

#### Radverkehr
Durch Alltagsrouten aus dem Radnetz Baden-Württemberg ist Geisingen 
- über Immendingen mit Tuttlingen,
- am Ortsteil Gutmadingen vorbei mit Donaueschingen und
- über den Ortsteil Kirchen-Hausen und über Engen mit Singen verbunden.

Durch Geisingen verläuft als Radfernweg der Donauradweg, einer der bekanntesten und längsten Radfernwege. Er beginnt am Zusammenfluss von Brigach und Breg in der Nachbarstadt Donaueschingen und führt über Passau, Wien und Budapest und weiter bis zur Mündung in das Schwarze Meer.

### Ansässige Unternehmen
Unter den ansässigen mittelständischen Unternehmen und Niederlassungen von Konzernen sind mehrere Logistik-Betriebe. 
Seit 2010 betreibt die Firma Hermes im Industriegebiet Danuvia81 ein Logistikzentrum.
Pajunk Medizintechnik gilt mit rund 400 Beschäftigten als größter Arbeitgeber Geisingens. 
Auch das „Haus Wartenberg“, ein Alters- und Pflegeheim, ist ein bedeutender Arbeitgeber. 
Die Stadtmühle Geisingen, die auf das 12. Jahrhundert zurückgeht, ist auf die Verarbeitung von Dinkel spezialisiert, der traditionell auf der Baar angebaut wird.
Ab 1971 existierte in Geisingen ein Portland-Zementwerk, das nach mehreren Eigentümerwechseln, wie die Holderbank, die Hupfer GmbH und die Breisgauer Zement GmbH, zum Holcim-Konzern kam und von diesem 2003 geschlossen wurde. Auf dem Gelände wurde das Industriegebiet Danuvia81 eingerichtet.

### Bildung
Geisingen besitzt eine Grundschule.

## Telefonvorwahlen
In der Stadt gilt die Vorwahl 07704. Abweichend hiervon wird für Gespräche nach Aulfingen und Leipferdingen die 07708 vorgewählt.

## Persönlichkeiten
- Friedrich Hug (1839–1911), geboren im Ortsteil Aulfingen, Reichstagsabgeordneter
- Nikolaus Gihr (1839–1924), geboren im Ortsteil Aulfingen, geistlicher Schriftsteller und Subregens im Priesterseminar St. Peter
- Eugen Brandeis (1846–1930), Ingenieur in Mittelamerika, Verwaltungsbeamter in den deutschen Kolonien
- Gustav Gihr (1894–1959), Generalmajor im Zweiten Weltkrieg
- Siegfried Meister (1903–1982), Ingenieur und Politiker (CDU), Landtagsabgeordneter, Bundestagsabgeordneter, MdEP
- Theodor Hogg OSB (* 1941), 10. Erzabt der Erzabtei Beuron (2001–2011)
- Ernst Günter Wenzler (* 1954), evangelischer Theologe
- Henry Rinklin (* 1957), Radrennfahrer
- Birgit Megerle (* 1975), Künstlerin, Malerin, Zeichnerin und Dozentin